# Camarín

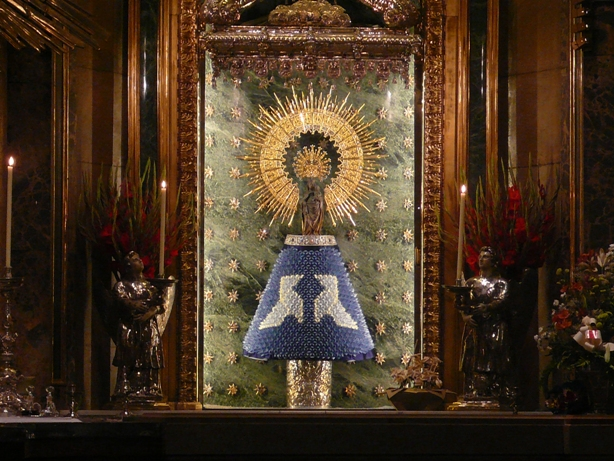
Camarín de la Virgen del Pilar

En las iglesias católicas, un camarín es una capilla pequeña, situada detrás de un altar, en la que se venera alguna imagen que suele ser de magnífica arquitectura como el camarín de Nuestra Señora del Sagrario de la catedral de Toledo, llamado el Ochavo por su forma octogonal.
Es de destacar también el camarín de la Virgen del Pilar que protege la Santa Columna y la imagen de la Virgen en la Basílica del Pilar de Zaragoza. El espacio fue diseñado por el arquitecto Ventura Rodríguez a partir de 1754. Está formado por finas láminas de mármol verde procedentes de la isla griega de Tynos tachonado por setenta y dos estrellas. Todas ellas constituyen auténticas joyas al estar cuajadas de piedras preciosas, salvo siete que se sitúan en el dosel labrado en plata y con aplicaciones de marfil.